# Магнесия-на-Меандре
Магнесия на Меандре (др.-греч. Μαγνησία ἡ πρὸς Μαιάνδρῳ, Μαγνησία ἡ ἐπὶ Μαιάνδρῳ; лат.  Magnesia ad Mæandrum) — древний город в Ионии, расположенный на притоке Меандра в 19 километрах к юго-востоку от Эфеса, неподалёку от Приены и Тралл.
Руины Магнесии расположены недалеко от современного города Герменджик, вдоль автодороги Ортаклар — Сёке.

## История
Согласно Страбону, основателями города были выходцы из Магнесии в Фессалии, и Крита.
Об участии в основании города критянина Левкиппа рассказывает эллинистическая надпись, найденная при раскопках.
В период 680 — 644 гг. до н. э. во время правление лидийского царя Гига, север Карии, где расположена Магнесия был включён в состав Лидийского царства.
В 644 году до. н. э. столица Лидийского царства, город Сарды, пала под ударом племён киммерийцев, при обороне погиб царь Гиг. Вскоре после этого, киммерийцы разорили Магнесию.

### Персидский период

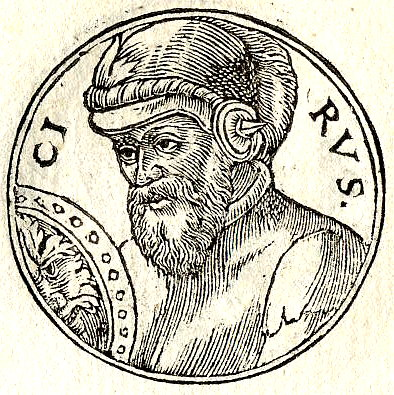
Кир II Великий. Портрет из сборника биографий
Promptuarii Iconum Insigniorum (1553 год)

В 547 году до н. э. году персидский царь Кир II, разгромив армию царя Крёза, завоевал Лидию. Оставив в Сардах наместника по имени Табал, он поручил хранить захваченные сокровища лидийцу Пактию. После отъезда Кира в Персию, Пактий, наняв наёмников и договорившись с приморскими городами, поднял восстание против Табала. На усмирение мятежников выступил персидский полководец Мазар. После усмирения лидийцев, войска Мазара вторглись в долину Меандра и разорили Магнесию.
С 546 года до н. э. город находился под властью персидских наместников — сатрапов.
В 522 году до н. э. сатрап Орот в 522 году хитростью заманил в город и умертвил самосского тирана Поликрата.
Около 520 года до н. э. скульптор Батикл из Магнесии по поручению спартанцев, создал мраморный трон для статуи Аполлона в Амиклах, древнем ахейском городе в Лаконии, в 12 стадиях к юго-востоку от Спарты. Трон был украшен рельефными изображениями сцен из сказаний о богах и героях.
Павсаний приводит подробное описание трона, которое раскрывает перед нами характерные особенности искусства Ионии того времени (фрагмент):
Поддерживают этот трон спереди две Хариты, а сзади — две Горы; налево стоят Ехидна и Тифон, направо — тритоны…

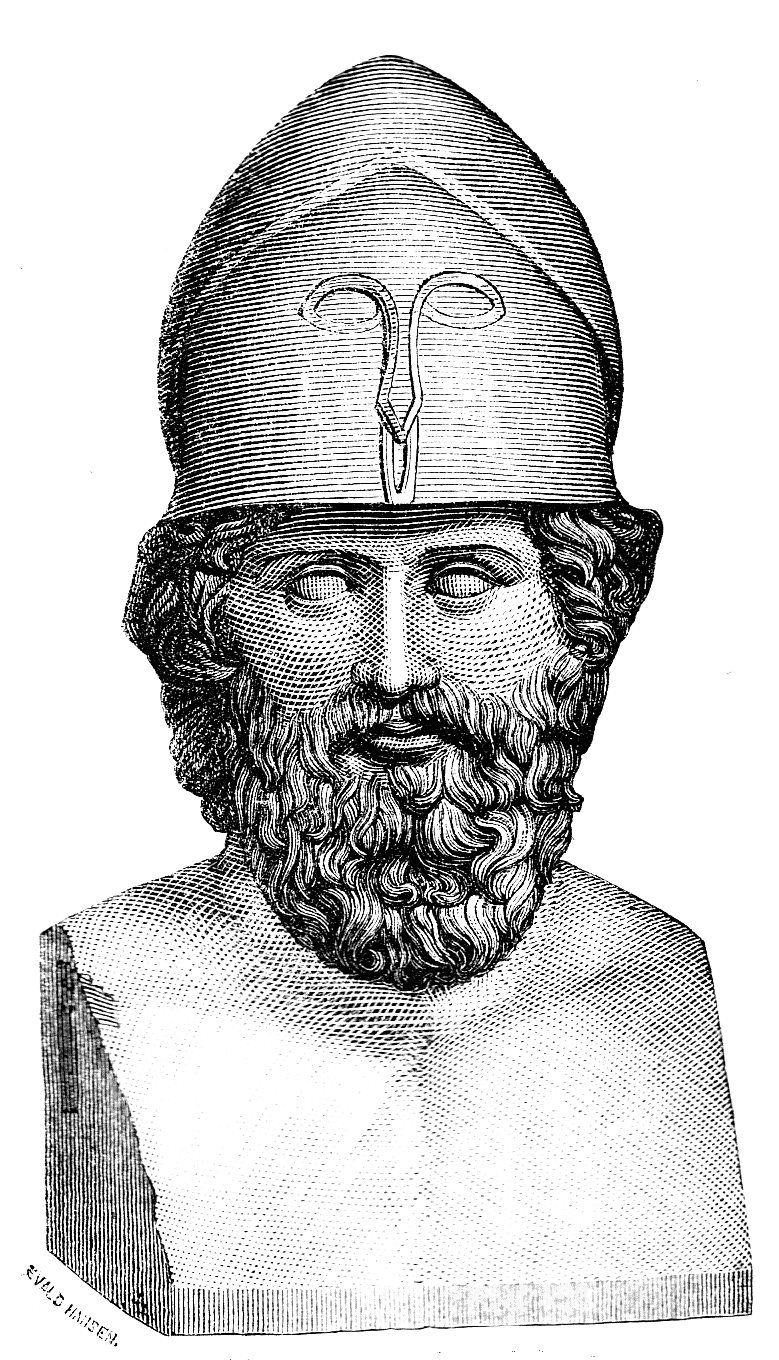
Фемистокл

Около 460 года до н. э. персидский царь Артаксеркс I назначил правителем Магнесии одного из «отцов-основателей» афинской демократии, полководца Фемистокла. На родине Фемистокл вначале был подвергнут остракизму и изгнан из Афин на 10 лет, а, затем, и вовсе обвинён в измене и заочно приговорён к смерти. Не дожидаясь исполнения приговора он бежал и, в итоге, был вынужден искать спасения в Азии. Артаксеркс принял одного из злейших врагов своего отца и не только сохранил ему жизнь, но и устроил его на службу.
Фемистоклу были даны три города на хлеб, на вино и на рыбу – Магнесия, Лампсак и Миунт; Неанф из Кизика и Фаний прибавляют еще два города – Перкоту и Палескепсис – на постель и на одежду.Плутарх
Фемистокл был захоронен в Магнесии в специально сооружённой великолепной гробнице. Он и его потомки чтились в Магнесии как местные герои ещё во времена Плутарха (около 100 года).
В 392 году до н. э. для защиты греческих городов в Малую Азию прибыл спартанский полководец Тимброн. Магнесия вместе с Эфесом и Приеной присоединились к спартанцам. Войско Тимброна было разгромлено персидским сатрапом Струфом. Сам Тимброн погиб в бою.

### Эллинистический период

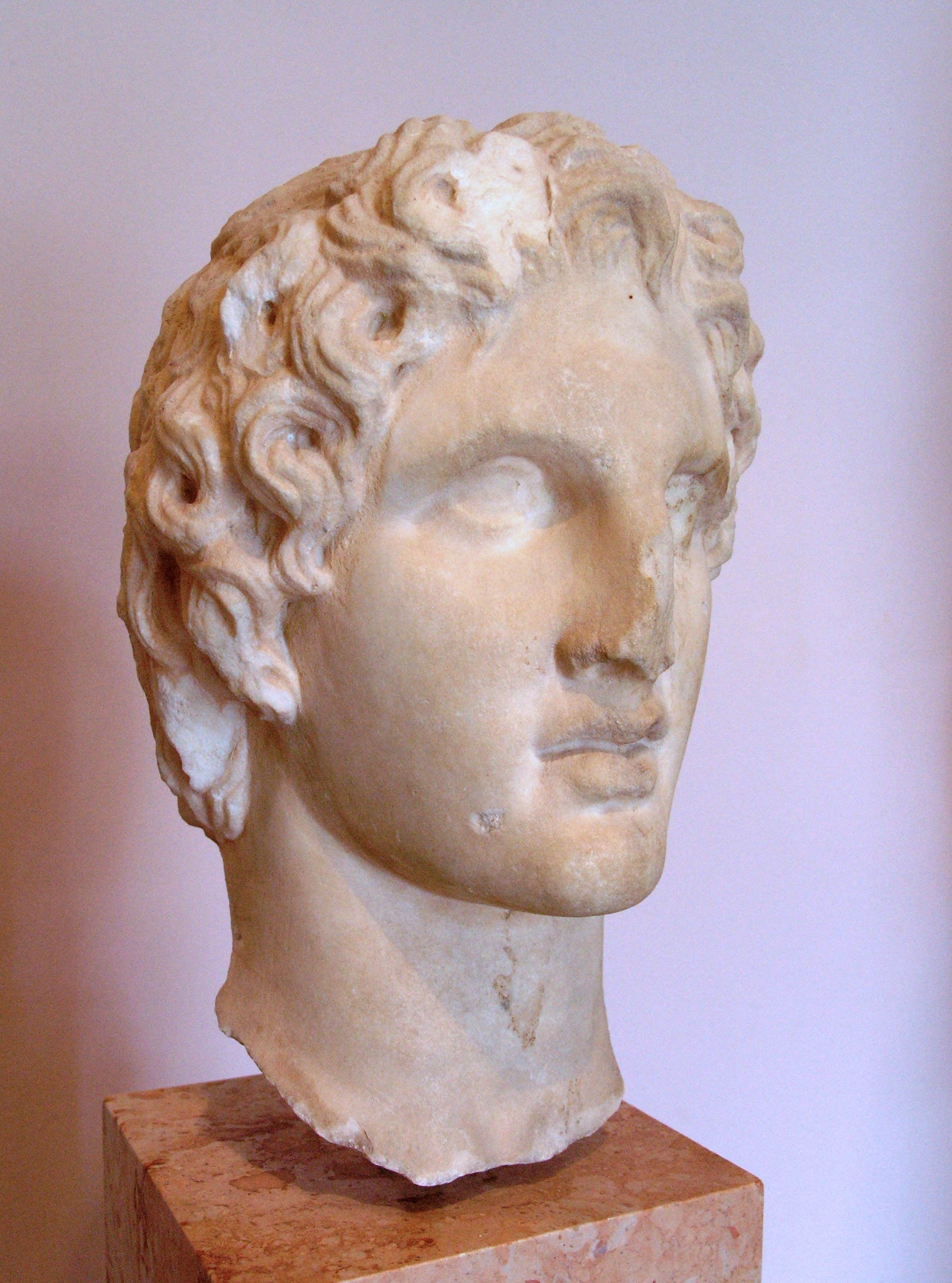
Бюст Александра Македонского работы Леохара.

В мае 334 года до н. э. Александр Македонский переправился через Геллеспонт. Начался завоевательный поход греков против персов.
Жители Магнесии вместе с жителями соседних Тралл добровольно открывают свои города Александру Македонскому, одержавшему победу над персами в битве при Гранике, расположившемуся в соседнем Эфесе.
Он послал к ним Пармениона, дав ему 2500 пехотинцев-чужеземцев и примерно столько же македонцев и около 3200 всадников-«друзей»; <…> Он приказал всюду уничтожать олигархию, восстанавливать демократическое правление, разрешать всем жить по их законам и снять подати…Арриан
После смерти Александра в 323 году до н. э., город пребывал под властью его полководцев — диадохов.
С 240 года до н. э. город вошёл в государство Селевкидов.
В 196 году до н. э., согласно найденной надписи, заключается мирный договор с соседним Милетом, в котором за Магнесией закрепляются новые земли, лежащие по верхнему течению реки Гибандос (Hybandos, современная Каргын, тур. Kargın Çayı, близ Озбаши).
В 189 году до н. э. после поражения селевкидского царя Антиоха III в битве при Магнесии у Сипила (другая Магнесия, расположенная на месте современной Манисы), город переходит под контроль Пергамского царства.
При пергамских Атталидах Магнесия была перенесена на более удобное для обороны место у подножия горы Торакс и во II веке до н. э. застроена в монументальном стиле по регулярному плану по проекту архитектора Гермогена из Алабанды.
В этот период Магнесия достигает наибольшего могущества, чему способствует удачное стратегическое расположение между городами Эфесом, Траллами, Приеной.

### Римский период
В 133 году до н. э., согласно завещанию царя Аттала III всё Пергамское царство переходит Риму и становится частью новой римской провинции Азия.
В 87 году до н. э. Магнесия поддерживает Рим в войне с Митридатом VI за что награждается императором Суллой статусом независимого города.
На монете, выпущенной в период правления Гордиана III называется седьмым городом в Азии.
В 262 году город был разграблен и сожжён готами вместе с соседними Эфесом и Приеной.

### Византийский период

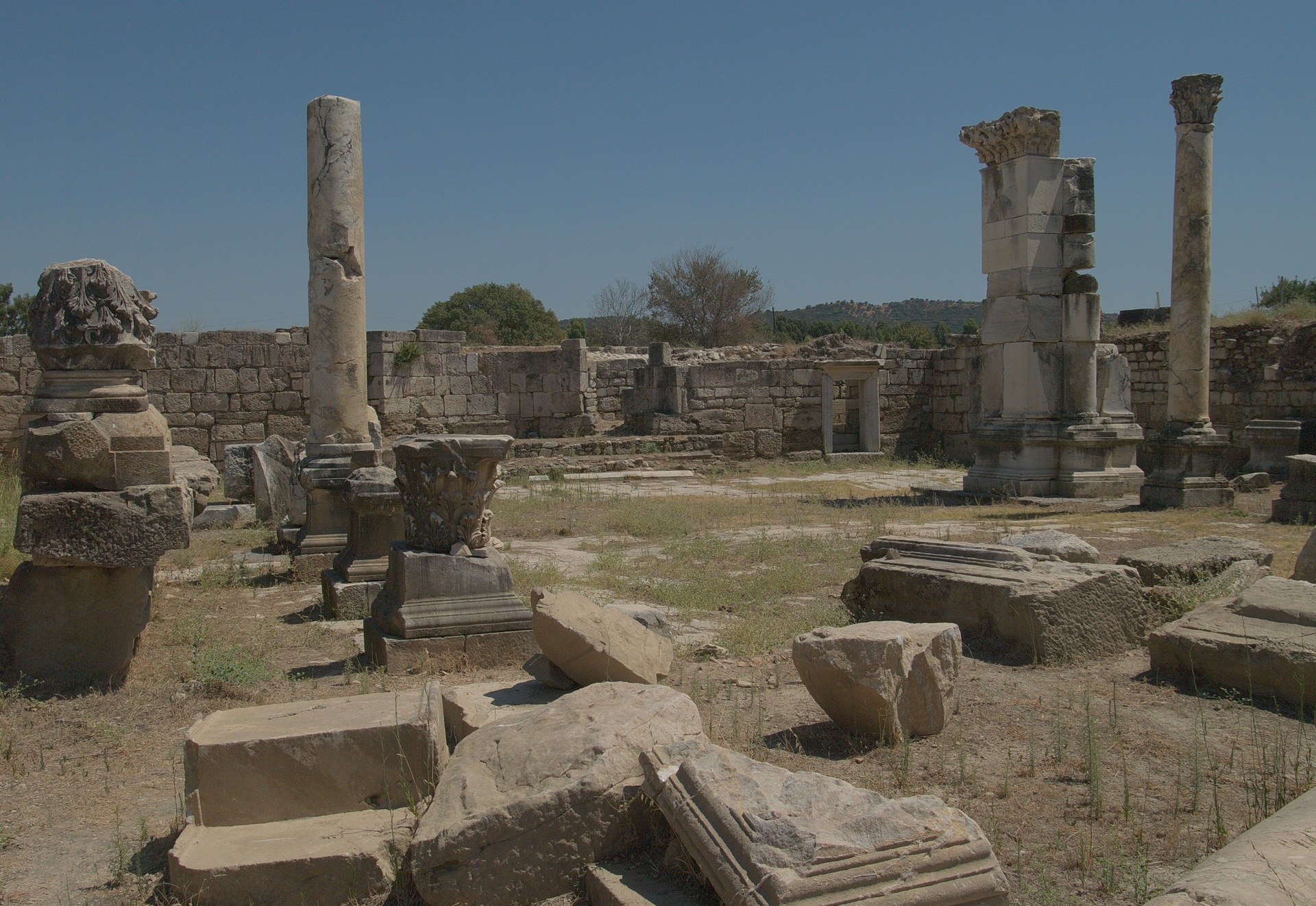
Византийская базилика

В 620-е годы для защиты города от угрозы нападения Хосрова II во время войны с персами около храма Артемиды была возведена оборонительная стена. Часть этой стены пересекает в настоящее время дорогу Ортаклар — Сёке

### Турецкий период
После 1308 года земли города вошли в состав бейлика Айдыногуллары, но в результате частых наводнений реки и заболачивания это место постепенно было заброшено.

## Известные личности
- Батикл — скульптор.
- Фемистокл, афинский военачальник, персидский наместник в Магнесии.
- Гегесий, Дионисий — выдающиеся риторы.

Гегесий из Магнесии произнес остроту, от которой веет таким холодом, что он мог бы заморозить пламя пожара, уничтожившего храм. «Нет ничего удивительного, – сказал он, – в том, что храм Артемиды сгорел: ведь богиня была в это время занята, помогая Александру появиться на свет».Плутарх

## Археологические исследования
Первые раскопки города проводились французским археологом Шарлем-Феликсом Тескье в течение 1842—1843 годах.
В период 1891—1893 годах исследования проводил немецкий археолог Карл Хуманн. За 21 месяц раскопок он вскрыл руины театра, агоры, храмов Зевса и Артемиды. Фасад храма Зевса был вывезен в Германию, где ныне выставляется в Пергамском музее. Фрагменты фриза храма Артемиды выставлен в Лувре во Франции. Турция не раз требовала возвращения магнесийских древностей в музеи Стамбула и Анкары.
Спустя сто лет, в 1984 году, раскопки были возобновлены профессором Университета Анкары Орханом Бингелем (тур. Orhan Bingöl) под руководством Министерства культуры Турции.

## Достопримечательности

### Храм Артемиды Левкофрины

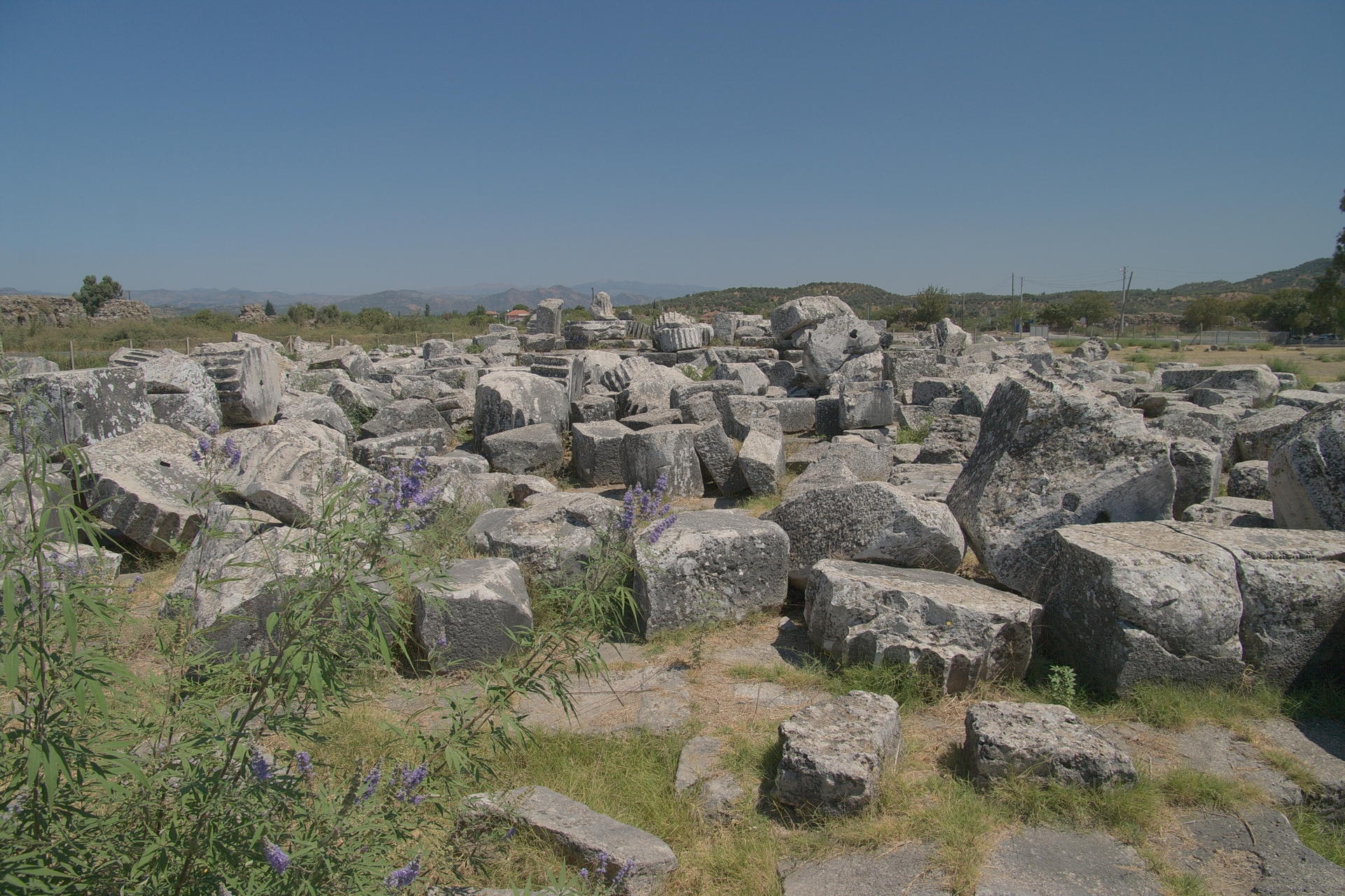
Руины храма Артемиды

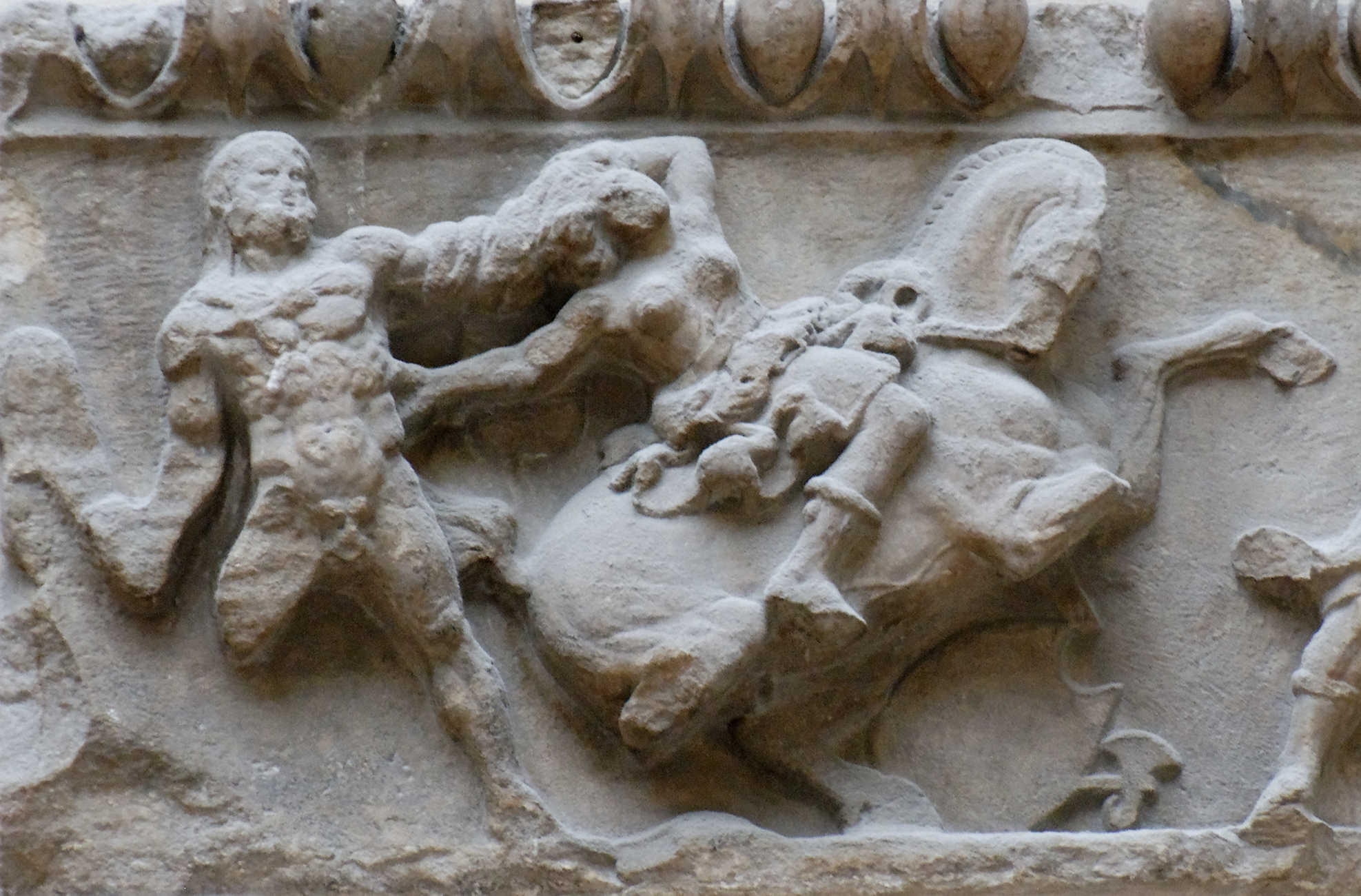
Фрагмент фриза храма Артемиды. Лувр. Париж

Храм посвящён Артемиде Левкофрине (др.-греч. Λευκόφρυς — «Белобровой») особо почитаемой в этом регионе, культ которой, по всей видимости являлся продолжением культа более древней фригийской богини-матери. Храм являлся центральным объектом  святилища Артемиды. В комплекс святилища также входили алтарь, расположенный перед храмом и священный источник. Дорога к святилищу проходила через монументальные пропилеи.
Возведён во II веке до н. э. архитектором Гермогеном из Алабанды, работавшим над проектированием города по регулярному плану после переноса на новое место к подножию горы Торакс при Атталидах.
Храм ионического ордера был четвёртым по величине эллинистическим храмом в Малой Азии. Располагался на высоком основании из 7 ступеней и имел размер 41×67 метров. На фризе, длиной 175 метров изображалась амазономахия — битва греческих героев с амазонками. Элементы фриза хранятся в Лувре в Париже, а также в музеях Берлина и Стамбула.
…святилище Артемиды Левкофриены, … уступает эфесскому по величине храма и по числу посвятительных даров, но далеко превосходит его в смысле гармонии и искусного устройства священной ограды. По величине его священная ограда больше всех оград азиатских храмов, кроме эфесского и дидимского.Страбон
В этом храме Гермоген впервые воплотил новую архитектурную формулу — псевдодиптер: постройка, обнесённая двойной колоннадой, при этом внутренний ряд колонн был до половины скрыт в стене здания.
Позднее псевдодиптер был широко заимствован и использован римлянами.
Трактат Гермогена о строительстве этого храма не сохранился. Но его основные положения, изложенные в сочинении Витрувия «Десять книг об архитектуре», оказали влияние на архитектуру Возрождения и сыграли определённую роль в выработке классических форм архитектурного ордера.

### Храм Зевса Сосиполиса

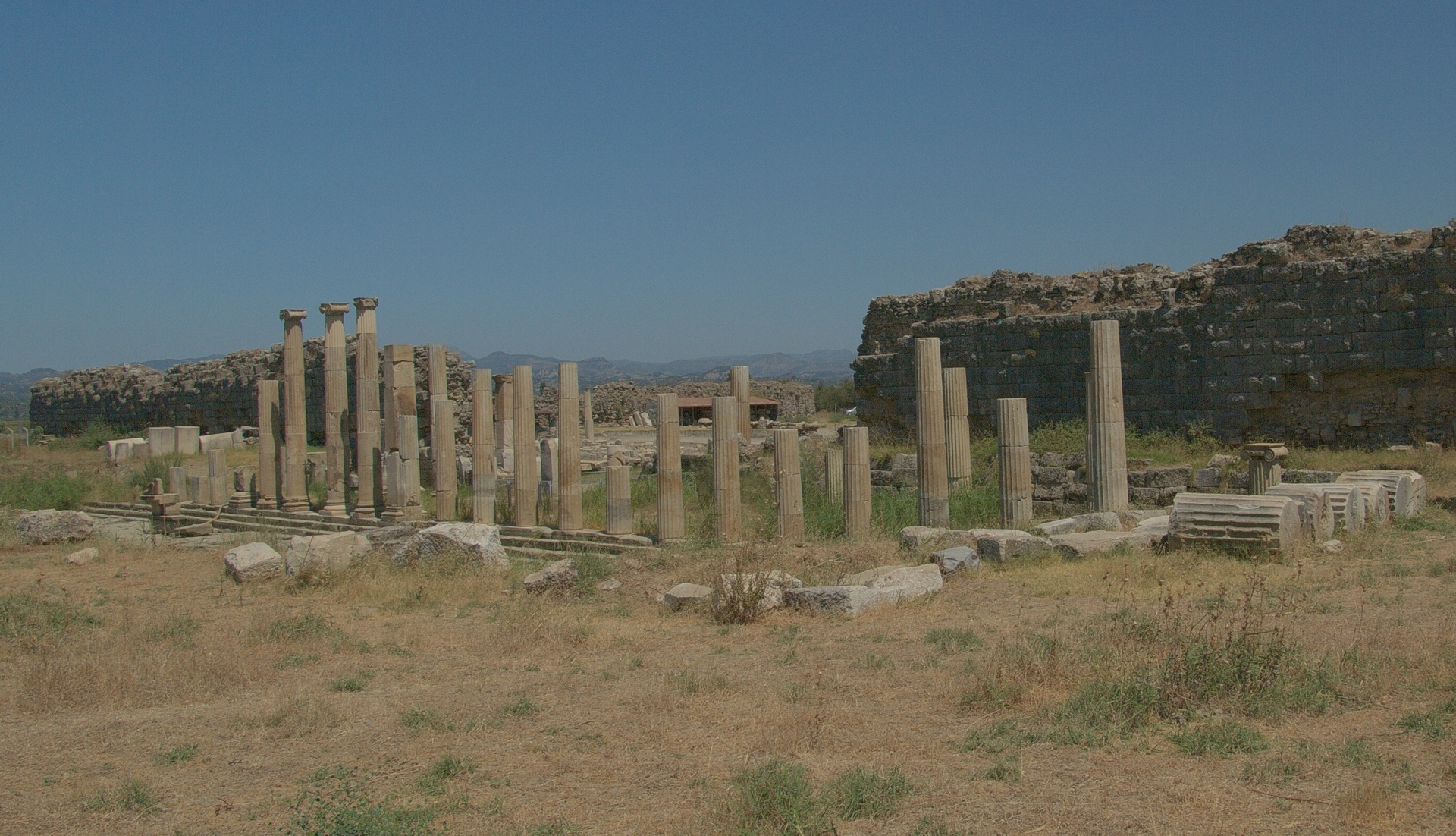
Храм Зевса Сосиполиса

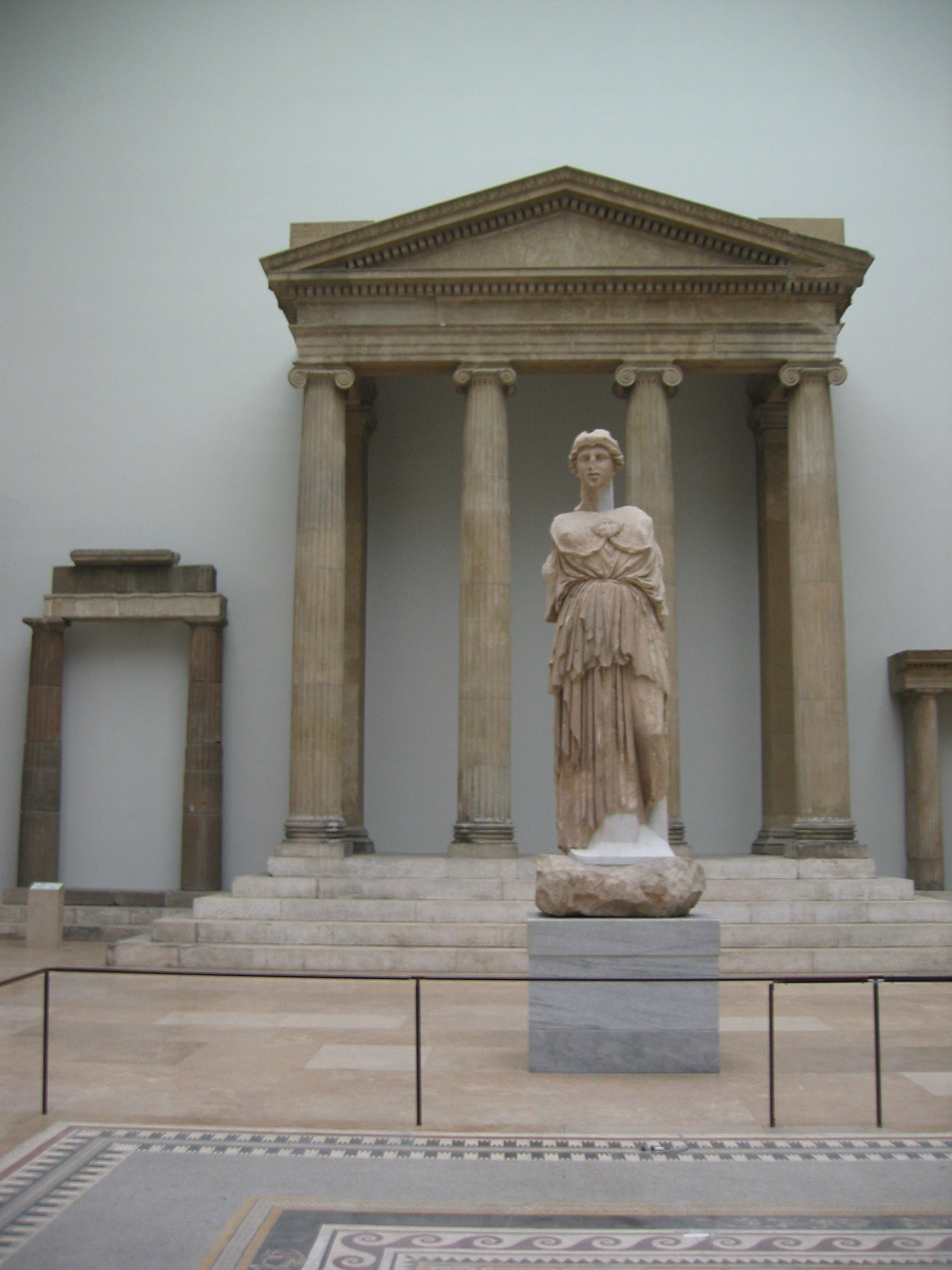
Фасад храма Зевса в Пергамском музее. Берлин.

Храм посвящён Зевсу Сосиполису (греч. Σωσιπόλιδος) — «защитнику города». Постройка храма относится к концу III века до н. э. — началу II века до н. э. Предположительно, архитектором также являлся Гермоген из Алабанды.
Фасад храма вывезен в Германию и в настоящее время выставлен в Пергамском музее.

### Византийская базилика
Трёхнефное сооружение, предположительно соединённое с агорой. Использовалось как крытый рынок. Капители колонн содержали изображения сцен со Сциллой из Одиссеи Гомера.
В византийское время, использовалась в качестве базилики.

### Прочее
- Агора.
- Театр.
- Стадион.

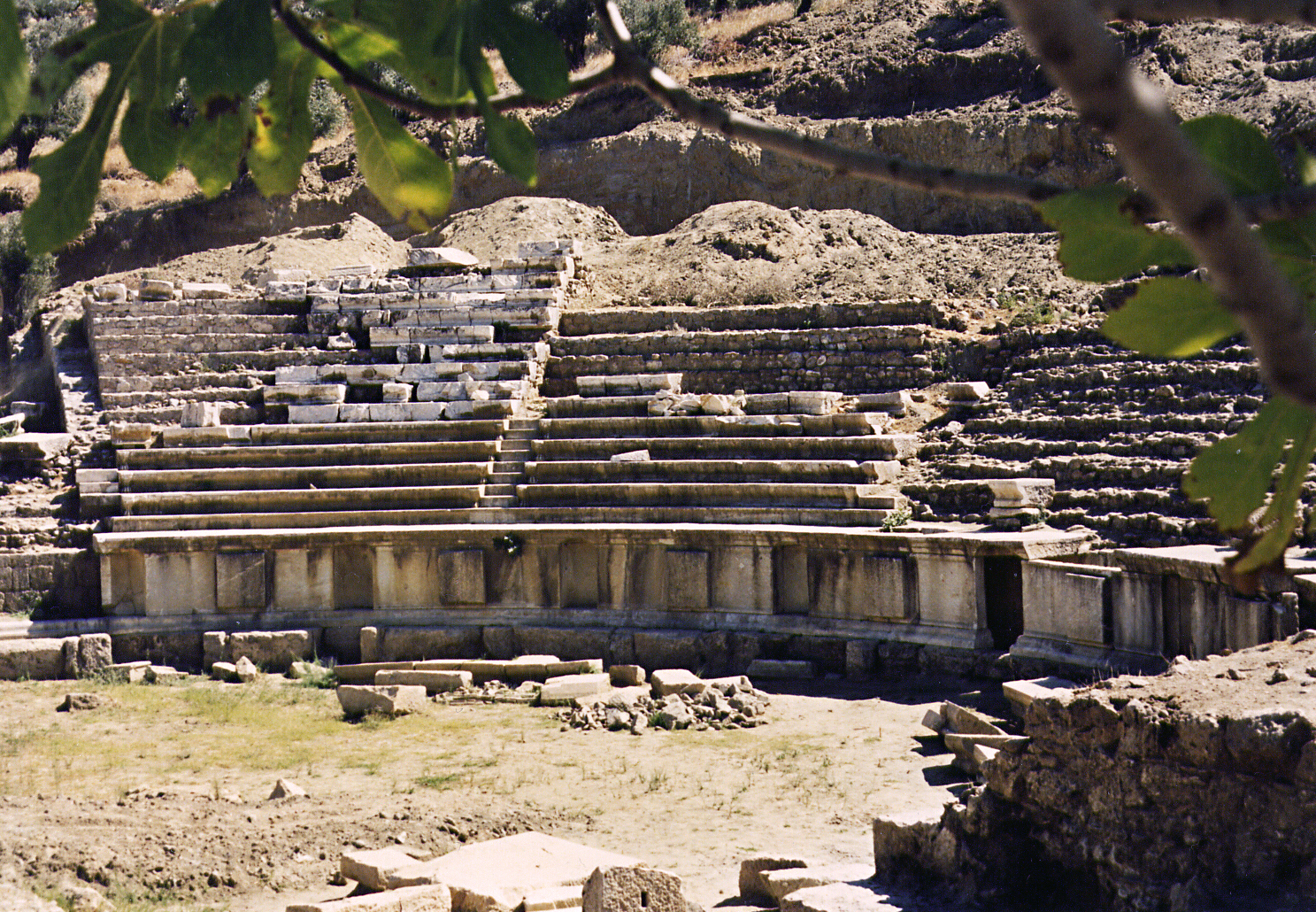
Театр

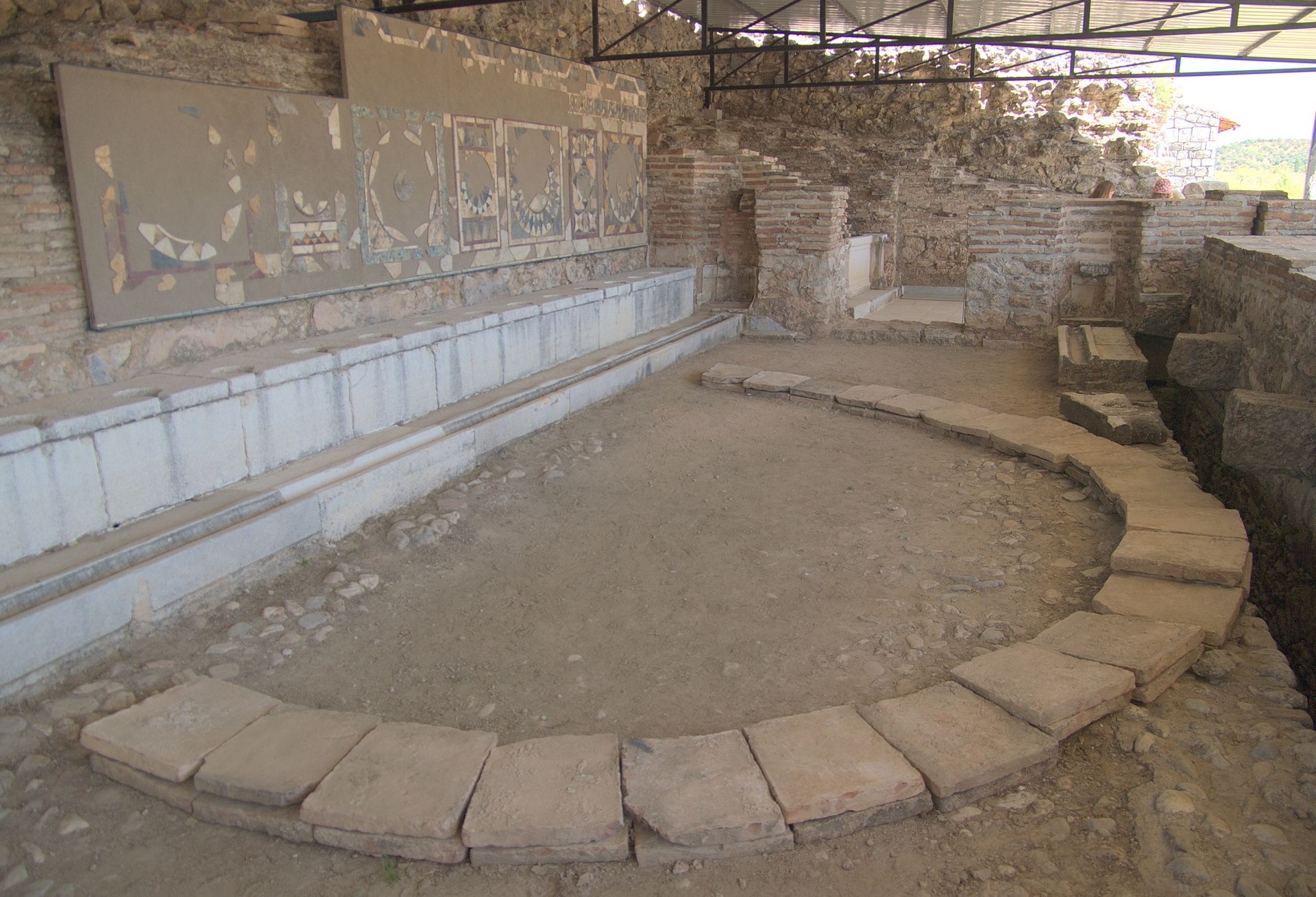
Общественный туалет

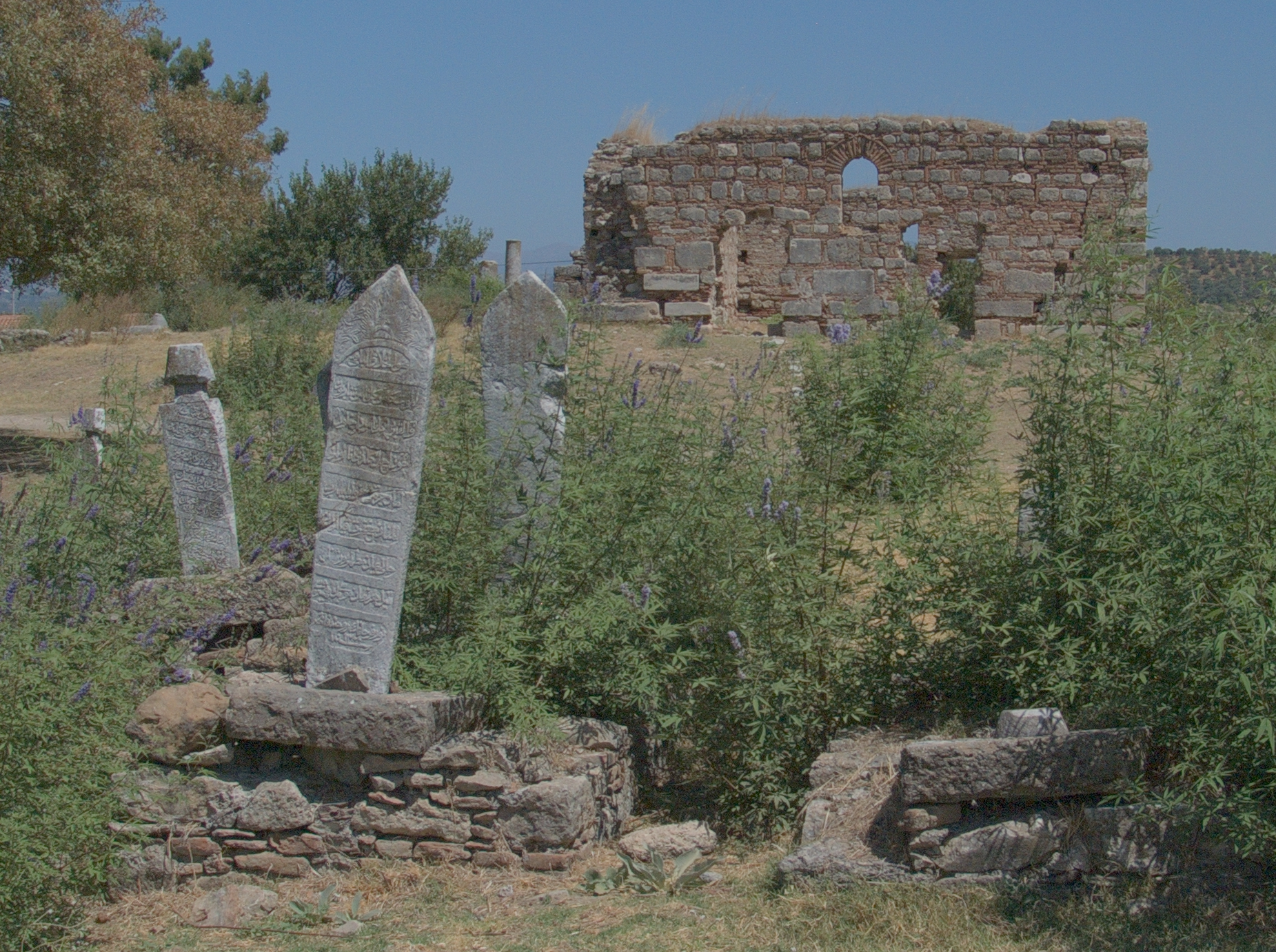
Мечеть XV века и мусульманские захоронения.

- Здание с отопительной системой (гипокауст). II — III век.
- Византийские стены. 620-е годы.
- Мечеть XV века.

## Интересные факты
В античности окрестности Магнесии на Меандре были богаты магнетитом — минералом, который имеет магнитные свойства. Таким образом, вероятно от названия древнего города происходят общеизвестные термины «магнетизм», «магний» и «магнит».
Но это предположение оспаривается, поскольку эти термины происходят от греч. μαγνητης λιθος («магнитис литос»), то есть камень Магнесии, но было бы неправильно связывать эти слова непосредственно с этим городом, поскольку все малоазийские Магнесии — а их было семь — происходят из области Магнисии в Фессалии в Центральной Греции. Камень Магнесии имеет отношение именно к фессалийской Магнисии.
Гражданином Магнесии был царь Бактрии Евтидем I, скульптурный портрет которого, найденный на городище Магнесии и считавшийся вначале портретом неизвестного, удалось идентифицировать по монетным изображениям.